# Society for Promoting Natural History
Die Society for Promoting Natural History (SPNH) war eine von 1782 bis 1822 bestehende Gelehrtengesellschaft mit Sitz in London. Sie gilt als ein unmittelbarer Vorläufer der Linnean Society of London.

## Geschichte
Die Society for Promoting Natural History wurde am 13. Oktober 1782 in London gegründet. Gründungsmitglieder waren William Forsyth, George und John Prince, Francis Robson († 1807) und Charles Harris. Ihr Zweck war die Förderung der Naturkunde. Für die Aufnahme benötigte man die Empfehlung von zwei Mitgliedern.
Nach der Gründung der Linnean Society im Jahr 1788 verlor die Gesellschaft zunehmend an Bedeutung. 1791 schlug Forsyth dem Präsidenten der Linnean Society James Edward Smith vor beide Gesellschaften zu vereinigen, was die Mitglieder der Linnean Society jedoch ablehnten. 1791 hatte die Gesellschaft 110 Mitglieder, darunter sieben Ehrenmitglieder.
Am 30. Mai 1822 wurde die Gesellschaft aufgelöst. Ihr Eigentum wurde Bestandteil der Linnean Society. Bis zur Auflösung fanden über 200 Treffen ihrer Mitglieder statt.

## Mitglieder (Auswahl)
- 1783 George Fordyce
- 1783 John Hunter
- 1784 David Pitcairn (1749–1809)
- 1784 James Edward Smith
- 1784 Josiah Wedgwood
- 1785 William Curtis
- 1785 Samuel Goodenough
- 1785 Everard Home
- 1785 John Sims
- 1786 Thomas Pennant
- 1786 William Pitcairn (1711–1791)
- 1789 William Chambers
- 1789 William Fordyce (1724–1792)
- 1790 Henry Seymour Conway
- 1790 Thomas Martyn

## Schriften
- Society for Promoting Natural History. Rules and Order to be observed. [1784?] (Digitalisat).
- The rules and order of the Society for Promoting Natural History, established in London, in October, 1782. With a list of the members. London 1791 (Digitalisat).

## Nachweise